# 徳山線
徳山線（トクサンせん 韓国語:덕산선）は、大韓民国慶尚南道昌原市義昌区の昌原駅と徳山駅を結ぶ韓国鉄道公社（KORAIL）の鉄道路線（貨物線）。
元々は慶全線の一部だったが、2010年12月15日の慶全線電化・複線化に伴う経路変更に伴い、旧線の一部を貨物線として存続させたものである。昌原駅 - 龍岡信号所間は慶全線との二重戸籍区間となっている。

## 路線データ
- 路線距離:8.2km
- 軌間:1,435mm（標準軌）
- 駅数:3駅
- 地上区間:全線

## 駅一覧
- 駅所在地は全線慶尚南道昌原市義昌区内。

| 駅名       | 駅名       | 駅名     | 駅間キロ (km) | 累計キロ (km) | 駅 等級      | 駅種別       | 接続路線                       |
| 日本語     | ハングル   | 英語     | 駅間キロ (km) | 累計キロ (km) | 駅 等級      | 駅種別       | 接続路線                       |
| ---------- | ---------- | -------- | ------------- | ------------- | ------------ | ------------ | ------------------------------ |
| 昌原駅     | 창원역     | Changwon | 0.0           | 0.0           | 2級          | 普通駅       | 韓国鉄道公社：慶全本線・鎮海線 |
| 龍岡信号所 | 용강신호소 | Yonggang | 3.3           | 3.3           | 信号場       | 信号場       | 韓国鉄道公社：慶全本線         |
| 徳山駅     | 덕산역     | Deoksan  | 4.9           | 8.2           | 無配置簡易駅 | 無配置簡易駅 |                                |